# Diocesi di Sapporo
La diocesi di Sapporo (in latino: Dioecesis Sapporensis) è una sede della Chiesa cattolica in Giappone suffraganea dell'arcidiocesi di Tokyo. Nel 2022 contava 15.293 battezzati su 5.148.383 abitanti. È retta dal vescovo Bernard Taiji Katsuya.

## Territorio
La diocesi comprende la prefettura di Hokkaidō.
Sede vescovile è la città di Sapporo, dove si trova la cattedrale degli Angeli Custodi.
Il territorio è suddiviso in 56 parrocchie.

## Storia
La prefettura apostolica di Sapporo fu eretta il 12 febbraio 1915 con il decreto Invecto feliciter di Propaganda Fide, ricavandone il territorio dalla diocesi di Hakodate (oggi diocesi di Sendai). La prefettura apostolica comprendeva gran parte dell'isola di Hokkaidō e la parte delle isole Curili e di Sachalin sottomesse all'impero giapponese.
Il 30 marzo 1929 la prefettura apostolica fu elevata a vicariato apostolico con il breve Ad animorum di papa Pio XI.
Il 18 luglio 1932 cedette una porzione del suo territorio a vantaggio dell'erezione della missione sui iuris di Karafuto (oggi prefettura apostolica di Južno-Sachalinsk).
Il 19 giugno 1952 per effetto del decreto Quo aptius della Congregazione di Propaganda Fide si ampliò con porzioni di territorio già appartenuti alla diocesi di Sendai.
L'11 novembre 1952 il vicariato apostolico è stato elevato a diocesi con la bolla Iis Christi verbis di papa Pio XII.

## Cronotassi dei vescovi
Si omettono i periodi di sede vacante non superiori ai 2 anni o non storicamente accertati.
- Wenceslaus Kinold, O.F.M. † (13 aprile 1915 - novembre 1940 dimesso)
  - Sede vacante (1940-1952)[2]
- Benedict Takahiko Tomizawa † (11 dicembre 1952 - 3 ottobre 1987 ritirato)
- Peter Toshio Jinushi † (3 ottobre 1987 - 17 novembre 2009 ritirato)
  - Sede vacante (2009-2013)[3]
- Bernard Taiji Katsuya, dal 22 giugno 2013

## Statistiche
La diocesi nel 2022 su una popolazione di 5.148.383 persone contava 15.293 battezzati, corrispondenti allo 0,3% del totale.
| anno | popolazione | popolazione | popolazione | presbiteri | presbiteri | presbiteri | presbiteri                | diaconi | religiosi | religiosi | parrocchie |
| anno | battezzati  | totale      | %           | numero     | secolari   | regolari   | battezzati per presbitero | diaconi | uomini    | donne     | parrocchie |
| ---- | ----------- | ----------- | ----------- | ---------- | ---------- | ---------- | ------------------------- | ------- | --------- | --------- | ---------- |
| 1950 | 5.506       | 3.600.000   | 0,2         | 25         | 10         | 15         | 220                       |         | 8         | 90        | 21         |
| 1970 | 17.020      | 5.200.000   | 0,3         | 215        | 124        | 91         | 79                        |         | 140       | 423       | 70         |
| 1980 | 17.484      | 5.567.573   | 0,3         | 113        | 32         | 81         | 154                       |         | 133       | 421       | 70         |
| 1990 | 16.974      | 5.687.825   | 0,3         | 92         | 33         | 59         | 184                       |         | 92        | 376       | 71         |
| 1999 | 17.350      | 5.736.812   | 0,3         | 77         | 42         | 35         | 225                       |         | 67        | 372       | 68         |
| 2000 | 17.484      | 5.726.184   | 0,3         | 79         | 41         | 38         | 221                       |         | 69        | 364       | 68         |
| 2001 | 17.484      | 5.726.184   | 0,3         | 74         | 40         | 34         | 236                       |         | 65        | 351       | 68         |
| 2002 | 17.594      | 5.720.284   | 0,3         | 75         | 39         | 36         | 234                       |         | 65        | 349       | 68         |
| 2003 | 17.744      | 5.682.950   | 0,3         | 75         | 39         | 36         | 236                       |         | 69        | 351       | 68         |
| 2004 | 17.763      | 5.690.493   | 0,3         | 67         | 22         | 45         | 265                       |         | 72        | 336       | 68         |
| 2010 | 17.993      | 5.543.556   | 0,3         | 65         | 20         | 45         | 276                       |         | 69        | 301       | 59         |
| 2014 | 16.919      | 5.441.621   | 0,3         | 58         | 20         | 38         | 291                       |         | 62        | 277       | 61         |
| 2017 | 16.494      | 5.371.154   | 0,3         | 62         | 19         | 43         | 266                       |         | 71        | 271       | 57         |
| 2020 | 15.978      | 5.293.800   | 0,3         | 51         | 19         | 32         | 313                       |         | 47        | 243       | 57         |
| 2022 | 15.293      | 5.148.383   | 0,3         | 52         | 21         | 31         | 294                       | 1       | 46        | 240       | 56         |